# Menstruação irregular
A menstruação irregular é um desordem menstrual cujas manifestações incluem ciclos irregulares, bem como metrorragia (sangramento vaginal entre os períodos esperados).

## Ciclos ou períodos irregulares
Ciclos irregulares ou períodos irregulares são uma variação anormal na duração dos ciclos menstruais. Uma mulher geralmente experimenta variações da duração do ciclo de até oito dias entre a duração do ciclo mais curto e o mais longo. Comprimentos que variam entre oito e 20 dias são considerados moderadamente irregulares. A variação de 21 dias ou mais é considerada muito irregular.
Alternativamente, um único ciclo menstrual pode ser definido como irregular se for inferior a 24 dias ou superior a 38 dias. Se eles costumam ter menos de 21 dias ou mais de 36 (ou 35) dias, a condição é denominada polimenorreia ou oligomenorreia, respectivamente.
Além disso, a menstruação irregular é comum na adolescência. Um ciclo menstrual regular pode ser estabelecido dentro de um ano da menarca. No entanto, outros estudos sugerem que pode levar entre 2 e 7 anos para estabelecer a regularidade após a primeira menstruação.